# Dokkōdō
O Dokkōdō (em japonês: 獨行道; romaniz.: Dokkōdō; "O Caminho da Solidão", "O Caminho do Andarilho Solitário" ou "O Caminho a ser Seguido Sozinho") é um tratado escrito por Miyamoto Musashi (宮本 武蔵) uma semana antes de sua morte, em 1645.  Composto por vinte e um preceitos — dos quais os de número 4 e 20 foram omitidos na primeira versão —,   reflete um estilo de vida honesto, disciplinado e ascético. Musashi o escreveu ao entregar suas posses em preparação para a morte, dedicando-o a seu discípulo mais próximo, Terao Magonojo, a quem também dedicou o Go Rin no Sho. 

## Os preceitos
O texto na integra segue abaixo: 
1. Aceite tudo como é.
2. Não programe o prazer físico.
3. Em nenhuma circunstância dependa de um sentimento parcial.
4. Considere a si mesmo com leveza; considere o mundo com profundidade.
5. Durante a sua vida, evita o desejo, até o próprio desejo de nada desejar.
6. Não possua arrependimentos.
7. Não possua inveja.
8. Não se deixe entristecer por uma separação.
9. Ressentimento e reclamação são inadequadas tanto para si como para os outros.
10. Não deixe se guiar pelos sentimentos de luxuria ou amor.
11. Em todas as coisas, não tenha preferências.
12. Seja indiferente ao local onde reside.
13. Não persiga o gosto da boa comida.
14. Com exceção das armas, Não carregue bens que já não necessita.
15. Não aja de acordo com as crenças habituais.
16. Não jejue a ponto de afetar a sua saúde.
17. Não tenha receio da morte.
18. Não tenha a intenção de possuir objetos ou um feudo na velhice.
19. Respeite Buda e os deuses sem contar com o seu auxilio.
20. Ainda que abandone sua vida, preserve a sua honra.
21. Nunca se afaste do Caminho.

## Curiosidades
Segundo o romancista Eiji Yoshikawa, no livro Musashi, o preceito 19 teria origem em um episódio anterior ao terceiro duelo de Musashi, o qual ocorreu contra o clã Yoshioka. Durante o caminho, ele parou diante de um pequeno santuário para orar por proteção, mas logo percebeu que jamais havia rezado antes de outros combates. Refletindo que agir assim naquele momento seria hipócrita, interrompeu a oração, saudou o santuário, pediu desculpas e seguiu seu caminho para o duelo. 